# Offside (EP)
Offside è il quinto EP dei Pretty Maids, uscito nel 1992 per l'Etichetta discografica Epic Records.

## Tracce
1. Heartbeat From Heaven – 3:51
2. Please Don't Leave Me (John Sykes Cover) – 3:22
3. In The Minds Of The Young – 4:15
4. '39 (Queen Cover) – 3:19
5. Fly Away – 3:30

## Formazione
- Ronnie Atkins – voce
- Ken Hammer - chitarra
- Kenn Jackson - basso
- Michael Fast – batteria